# カーター・ファミリー
カーター・ファミリー (The Carter Family) は、アメリカ合衆国の初のカントリー・グループであり、白人だけのバンドの元祖である。1927年から1943年にかけての活動を通じ、後のブルーグラス、カントリー、ロカビリー等、アメリカの白人ポピュラー音楽全般に多大な影響を与えた。また1960年代に起きたフォーク・リヴァイヴァルにも同じように影響を与えている。特にメイベル・カーターはすべてのアメリカ白人ギタリストの起点的存在であり、あるいはカントリー・ギター奏法の開祖として「ギターの母」と崇められている。

## 活動の記録
カーター・ファミリーは、アルヴィン・プリーザント・デレーニー・カーター（A.P.カーター、1891年-1960年、歌、ハーモニカ）、サラ・ダウアティー・カーター（Sara Carter、オートハープとギターと歌、1898年-1979年）、メイベル・アディントン・カーター（Maybelle Carter、ギターと歌、1909年-1978年）の3人で活動を始めた。メイベルはA.P.カーターの弟エズラ（エック）・カーターの妻である。
3人はバージニア南西部の生まれで、ゴスペルのハーモニーとシェイプ・ノートによる歌唱曲に育まれた。それにアメリカの白人ギタリストの祖と言うべきメイベルの革新的なギター奏法を加えて、バンドは生まれた。
1927年7月31日が、カーター・ファミリーの活動開始の決定した日である。この日、A.P.カーターは、サラと、その当時妊娠していたメイベルを説得し、バージニアのメイシススプリングからテネシーのブリストルまでオーディションを受けるために旅をすることとなったのである。オーディションでは録音1曲につき50ドルを受け取った。
オーディションを行ったのはレコーディング・プロデューサーのラルフ・ピア（Ralph Peer）で、生まれて間もないアメリカのレコード産業のための新しいタレントを探していた。1927年の秋に「Wandering Boy」と「Poor Orphan Child」が、1928年に「The Storms Are on the Ocean」と「Single Girl, Married Girl」がビクターから発売され、大いに人気を博した。
1928年5月27日、ピアは3人を連れてニュージャージー州カムデンへと向かい、後にカーター・ファミリーの代表曲となる多くの楽曲を録音した。この時に録音された「森かげの花 (Wildwood Flower)」は、カントリーとブルーグラスの歴史的な代表曲として歌い継がれている。
A.P.カーターは新曲を求めてバージニア南西部を旅してまわった。その途中、キングスポートの黒人ギター・プレーヤー、レズリー・"Esley"・リドルと知り合い、ともに旅をする。リドルのブルースギター演奏スタイルにカーター達は影響を受けたが、特にメイベルはリドルの演奏から新しいギター奏法を学んだ。
1931年、カーター達はテネシーのナッシュビルで、カントリーの大御所、ジミー・ロジャーズとも録音をしている。
1938年から1939年にかけての冬、カーター・ファミリーはテキサスのデルリオに向かった。そして、国境を越えたメキシコのVilla Acuña（現在のCiudad Acuña）にあるボーダー・ラジオ局XERA（後のXERF）で1日2回の番組を持つ。1939年から1940年にかけては、ジューン・カーター（June Carter、エズラとメイベルの真中の娘）も加わってテキサスのサンアントニオに住み、番組は録音されて他のボーダー・ラジオ局（XELO、XEG、XERB、XEPN）にも配信されるようになった。
1942年秋、カーター達は番組を1年契約でノースカロライナのシャーロットにあるラジオ局WBTへと移した。番組は朝5時15分から6時15分という日の出の頃に放送されていた。またこの時期、地元の学校や教会で演奏を披露することもよくあった。
しかし、1943年、サラがカリフォルニアへ永住することとなり、バンドは解散した。
1960年代頃まで、メイベルは生まれて来た息子達には楽器を教えず、逆に娘達のアニータ、ジェーン、ヘレンには楽器を教え、上達するとグループを組み、「マザー・メイベル & カーター・シスターズ」（Mother Maybelle and the Carter Sisters）として演奏を行った。また、A.P.カーター、サラとふたりの子供達（ジョーとジャネット）は1950年代、何曲か録音しているが曲目自体は不明。

## カーター・ファミリーの音楽性

### ハーモニーを活かした伝承曲
カーター・ファミリーは、アメリカ南部の山岳地帯で歌い継がれてきたバラッド等のイギリス系民謡や、それに即した自作の楽曲をレパートリーとしていた。歌詞の内容は、宗教や家族を主題とした道徳的・保守的なものが多かったが、歌唱法は伝統的な様式とは異なり、ゴスペルにみられるようなハーモニーを加えた。ハーモニーは、今日においても、カントリー・ミュージックの重要な特徴のひとつとなっている。

### カーター・スタイル・フラットピッキング
カーター・ファミリーは、歌うだけではなく、サラのオートハープとメイベルのギターを伴奏に加えた。特にメイベルのギター奏法は革新的であった。カーター・ファミリー以前のアメリカの白人音楽ではギターをリード、あるいは、単独の楽器として用いることは無かったのだが、コード・ストロークでリズムを刻みつつ、低音弦を爪弾いてベース音やメロディを織り込む奏法を編み出し、これは「カーター・スタイル・フラットピッキング」（俗に「カーター・ファミリー・ピッキング」という。単に「カーター・ファミリー」とも）、正式には下段で言及されるように「チャーチリック・ピッキング（チャーチリックという名称は教会でのオルガン奏法に似ていることから名づけられた）」として知られている。
カントリー・ミュージックばかりではなく、スティール・ストリング・ギター（俗にいうアコースティック・ギター）の主要な奏法となっており、ドク・ワトソンやクラレンス・ホワイト、ノーマン・ブレイク達によって、このフラットピッキング奏法はより高度なものに仕上げられた。また、ボブ・ディランをはじめ、ほとんどのフォーク系シンガーの伴奏の際にも（特にベース・ランニングの面において）この奏法は用いられている。

### カーター・ファミリー・ピッキング
カーター・ファミリー・ピッキングはチャーチリック・ピッキングと混同されることがよくあるが、この2つの奏法は厳密には異なるものである。チャーチリック・ピッキングはフラットピックを使うが、カーター・ファミリー・ピッキングはサムピックか、何も付けていない状態の親指で低音部を弾き、人差し指で高音部をピッキングする。この2つの違いをふまえると、正式なカーター・ファミリー・ピッキングを行う者は今ではほとんど存在しないが、日本ではなぎら健壱等、フォーク系ギタリストに使い手がいる。

## 評価

### フォーク・リヴァイヴァル
1960年代のフォーク・リヴァイヴァルにおいて、カーター・ファミリーが集め、作った楽曲が多く取り上げられた。例えば、フォーク・リヴァイヴァルの先駆者の一人であったジョーン・バエズの初期のアルバムには、「Wildwood Flower」、「Little Moses」、「Engine 143」、「Little Darling, Pal of Mine」、「Gospel Ship」が収められている。

### 栄誉
- カントリー・ミュージックの殿堂（Country Music Hall of Fame） - 1970年殿堂入り。"The First Family of Country Music"（カントリー・ミュージックの大統領一家）と呼ばれた。
- グラミー賞（グラミーの殿堂） - 1980年、「Can the Circle Be Unbroken」で殿堂入り。
- 記念切手 - アメリカ合衆国郵政公社は、1993年、記念切手List of people on stamps of the United States（アメリカ合衆国の人物）の一つに、A.P.カーター、サラ、メイベルを選ぶ。
- ブルーグラスの殿堂（International Bluegrass Music Hall of Honor） - 2001年殿堂入り。